# 大分県立日田三隈高等学校
大分県立日田三隈高等学校（おおいたけんりつ ひたみくまこうとうがっこう）は、大分県日田市に所在する公立高等学校。略称は「三隈」。市内における唯一の総合学科である。

## 設置学科
- 総合学科
  - 人文社会系列
  - 自然科学系列
  - ビジネス情報系列
  - ビジネス会計系列
  - 生活科学系列

## 沿革
- 1964年1月 - 大分県立日田三隈商業高等学校として開設。
- 1983年4月 - 普通科を増設し大分県立日田三隈高等学校と校名を変更。
- 1996年4月 - 総合学科を新設する。

## 教育

### 教育課程
- 本校では5つの系列として区別されているが、それが直接進路の過程として関わるのでなく、一人一人の興味関心に応じて系列にとらわれず自由に授業を選ぶことが可能である。

- 単位制であり、大学のような必修科目を除いては自由に教科を選択することが可能である。選択可能なゆえに少人数での授業で行われることもあるため、生徒2人教員1人という授業ケースもある。

### 学校生活
- 通学時の急こう配な坂は生徒の間では三年坂と呼ばれている。

教育活動
- 教育活動の特色として「MIKUMA PAS SYSTEM」を導入しており調べる力やまとめる力等、将来社会に出る上で必要な基礎学力や一般知識を座学やインターンシップを通して学んでゆく。

3年次ではフィールドワークを伴う課題研究による進路目標の達成に向けた活動が行われる。
- 1月にはこれらの集大成として何人かの生徒が抜擢され「公開発表会」として生徒によるプレゼンテーションが行われる。

三隈マーケット
- 平成22年度からは地域活性化の一環として日田市中央商店街の空き店舗を借り、高校生ショップ「三隈マーケット」をオープン。商業部による出店である。

- 全国の高校生開発商品や地元農産物、水産加工品を扱う。

- 取扱商品の一つとして本校の生活科学系列の生徒が企画した地元食材を使ったオリジナル商品を販売している。

## 部活動
運動部
硬式野球、空手道、陸上競技、弓道、水泳、バレーボール(女子)、ソフトボール(女子)、バスケットボール、バドミントン、卓球、テニス、ボート
ボート部はインターハイやジュニアオリンピック出場など顕著な実績を残している。活動拠点として夜明ダム(日田市内の筑後川流域)を利用している。
文化部
茶道、華道、読書弁論、英語暗唱、新聞、美術、演劇、生活研究、ギターマンドリン
ギターマンドリン部は市内での定期演奏会を開催している。